# Projet Arcadie
Pour les articles homonymes, voir Arcadie.
Le projet Arcadie est un site internet fondé en 2015 par Tris Acatrinei, qui l'anime depuis.
Il s'agit d'une base de données sur les parlementaires français.

## Historique
Le projet Arcadie (projetarcadie.com) est fondé en octobre 2015, à l'occasion des élections régionales, par Tris Acatrinei, ancienne collaboratrice parlementaire auprès du député Xavier Bertrand, pour compiler et vérifier « toutes les données publiques des parlementaires ». Tris Acatrinei demande l'agrément de la Commission nationale informatique et libertés, qu'elle obtient, avant de créer son site.
Certains parlementaires réagissent de façon virulente, et demandent à la création de « censurer des informations », ce à quoi elle se refuse. Elle fait aussi l'objet de menaces de poursuites judiciaires.
C'est à l'origine un service payant fourni par une jeune pousse, avec un tarif de 75 euros par mois, et 750 euros par an. Ce modèle étant infructueux, le site passe, après avoir testé l'hébergement de publicité, en accès libre, se finançant dès lors grâce aux dons.
Le site prend véritablement son essor à l'occasion de l'affaire Fillon, en 2017, alors que Tris Acatrinei s'apprêtait à mettre le projet en veille. En partenariat avec Buzzfeed, elle repère alors plusieurs assistants parlementaires en situation de cumul de mandats.

## Description
La devise du site est « Pour enfin tout savoir sur les parlementaires français », et il est défini de manière humoristique, sur son compte Twitter, comme le « service après-vente du Parlement ». Il se veut un outil de vérification de faits. Tris Acatrinei dit s'appuyer essentiellement sur les données fournies par l'Assemblée nationale, le Sénat, le ministère de l'Intérieur, la Haute autorité pour la transparence de la vie publique et les partis politiques, voire, parfois, les parlementaires eux-mêmes.
En 2015, le site est le premier à proposer la liste de tous les collaborateurs parlementaires. Les fiches de parlementaires, fondées sur le principe d'une « égalité de traitement », présentent « le mandat, le rattachement financier, les résultats d'élection, la profession [et] les moyens de contact ». Le site permet aussi des recherches croisées par mandat, historique, région administrative, microparti, parti politique d'adhésion, groupe parlementaire, statut au sein du groupe, secteur, secteur d'activité, centres d'intérêt,.
Depuis juillet 2018, le site répertorie les partis politiques, avec la devise suivante « Pour enfin tout savoir sur les partis politiques français », rappelant la première devise du site à propos des parlementaires français. Cette branche est fermée en mars 2021, la fondatrice évoquant un manque de temps et de ressources financières pour le maintenir à flots.
La collecte des données est automatisée, mais la mise à jour manuelle.
D'aucuns notent certains bémols : l'absence d'historique des notices, et de redistribution des données utilisées.
Le site est aussi lié à un blogue (blog.projetarcadie.com), et un compte Twitter (@Projet_Arcadie), utilisés « pour faire de la pédagogie sur les institutions parlementaires et répondre aux questions des internautes ».